# Ciboneya
Genre
Ciboneya est un genre d'araignées aranéomorphes de la famille des Pholcidae.

## Distribution
Les espèces de ce genre sont endémiques de Cuba.

## Liste des espèces
Selon World Spider Catalog (version 14.5, 2014) :
- Ciboneya antraia Huber & Pérez, 2001
- Ciboneya nuriae Huber & Pérez, 2001
- Ciboneya odilere Huber & Pérez, 2001
- Ciboneya parva Huber & Pérez, 2001

## Publication originale
- (en) Bernhard A. Huber et Abel Pérez González, « A New Genus of Pholcid Spiders (Araneae: Pholcidae) Endemic to Western Cuba, with a Case of Female Genitalic Dimorphism », American Museum Novitates, New York, Musée américain d'histoire naturelle, vol. 3329,‎ 2001, p. 1-23 (ISSN 0003-0082 et 1937-352X, OCLC 47720325, DOI 10.1206/0003-0082(2001)329<0001:ANGOPS>2.0.CO;2, lire en ligne).